# Reverend Billy

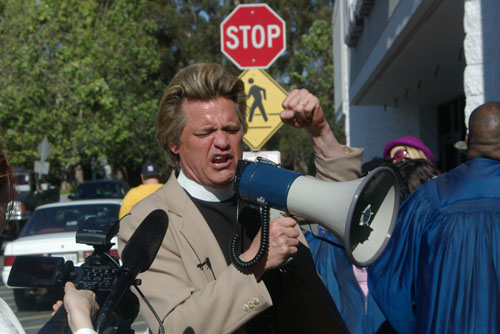
Reverend Billy

Reverend Billy (* 25. Mai 1950 in Minnesota) ist ein Künstlername des US-amerikanischen Schauspielers, Aktivisten und Aktionskünstlers William C. Talen. Er lebt in New York.

## Kunstfigur
Talen, der in einem calvinistisch geprägten, niederländisch-amerikanischen Elternhaus in Minnesota aufwuchs, entwickelte in den 1990er Jahren die Kunstfigur Reverend Billy, zwischen Erweckungsprediger und gesellschaftskritischem Aktivist angesiedelt. Seitdem bringt er im Gewand eines Straßenpredigers seine konsumkritische Botschaften unters Volk. Inspiriert wurde er zu seiner Kunstfigur durch die Begegnung mit dem episkopalen Vikar Sidney Lanier, einem Cousin des Schriftstellers Tennessee Williams. Als Pseudo-Straßenprediger trat er erstmals Mitte der 1990er Jahre auf dem New Yorker Times Square auf. Begleitet wird er bei seinen Auftritten vom Stop Shopping Gospel Choir.

## Church of Life After Shopping
Er gründete das Kollektiv Reverend Billy & The Church of Life After Shopping, ehemals Church of Stop Shopping, als konsumkritische Pseudo-Kirche. Zu den prominenten Mitgliedern zählen Joan Baez, Kurt Vonnegut und Amy Goodman. Im „Glaubensbekenntnis“ der „Kirche“ wird zu Konsumverweigerung, Naturschutz, Schenkökonomie, Lokalwirtschaft, partizipativer Demokratie und Pazifismus sowie zur Bewahrung von Gemeingütern wie Gemeinschaftsgärten und öffentlichen Räumen aufgerufen.

## Aktivismus
Seine Protestaktionen richten sich gegen multinationale Konzerne wie Disney, GAP, Nike oder Starbucks aber auch gegen politische Entscheidungen wie den Zweiten Irakkrieg oder Gentrifizierungsmaßnahmen. Dabei bedient er sich der Praxis des Culture Jamming und kritisiert so die Kommerzialisierung institutionalisierter Religionen und die quasi-religiösen Züge von Kapitalismus und Werbewirtschaft. Er sieht sich in einer Geistesverwandtschaft mit Walter Benjamin (siehe insbesondere dessen Fragment Kapitalismus als Religion) und den Dramen von Bertolt Brecht und Dario Fo. 2009 kandidierte er für die Green Party für das Amt des New Yorker Oberbürgermeisters.

## Filme
- 2002: Reverend Billy & the Church of Stop Shopping, Dokumentation von Dietmar Post & Lucia Palacios, Play Loud! Productions.
- 2005: Preacher with an Unknown God, Kurzdokumentation von Rob VanAlkemade. (Erwähnung ehrenhalber beim Sundance Film Festival)
- 2007: What Would Jesus Buy?, Dokumentation von Rob VanAlkemade.